# Athos Salomé
Athos Salomé Fernandes (Cláudio, 2 de outubro de 1986) é um vidente, cabalista e parapsicólogo brasileiro, conhecido por diversas previsões históricas mundiais e apelidado pela mídia internacional, em especial pelo Daily Star, como "Novo Nostradamus" ou "Nostradamus Vivo" , o qual nega ser digno de ser comparado ou ser sua reencarnação.

## História
Athos afirma ter visões espirituais que se concretizam desde os 12 anos. Após os 19, passou a receber uma entidade chamada Put Satanakia, a quem atribui ancestralidade egípcia, porém este é um dos nomes do Exú Marabo na Quimbanda, religião brasileira de matriz africana.

## Críticas
O vidente possui uma aparência facial bastante particular - provavelmente resultado de cirurgias plásticas - gerou desconfiança do público, que imaginou tratar-se de mais um influenciador gerado por inteligência artificial.

## Videografia

### Entrevistas
| Data       | Emissora de TV/Portal Internet | Programa                                                | Assunto Abordado                                                          | Ref.  |
| ---------- | ------------------------------ | ------------------------------------------------------- | ------------------------------------------------------------------------- | ----- |
| 31/12/2021 | TV Alterosa                    | Alterosa News                                           | Previsões para o ano de 2022                                              | [ 7 ] |
| 14/10/2022 | TV Diario do Sertão            | Programa Diário News com apresentação de Moisés Conrado | Despertar Espiritual e previsão para as Eleições gerais no Brasil em 2022 | [ 8 ] |
| 03/01/2023 | Pro_TV Pro TV                  |                                                         | Previsões para o ano de 2023                                              | [ 9 ] |

### Reportagens
| Data       | Programa         | Emissora de TV/Canal da Internet | Ref.   |
| ---------- | ---------------- | -------------------------------- | ------ |
| 03/10/2022 | Daily Record     |                                  | [ 10 ] |
| 03/10/2022 | TV9 Network      | TV9 Bharatvarsh                  | [ 11 ] |
| 03/10/2022 | Dharm Gyan       |                                  | [ 12 ] |
| 03/10/2022 | News 18 India    |                                  | [ 13 ] |
| 04/10/2022 |                  | Xəbər Bugün                      | [ 14 ] |
| 13/10/2022 | Manish Diwan     |                                  | [ 15 ] |
| 14/10/2022 | Primeiro Impacto | SBT                              | [ 16 ] |